# Joseph-Marie-Stanislas Dupont
Joseph-Marie-Stanislas Dupont MAfr (ur. 23 lipca 1850 w Gesté, zm. 19 marca 1930) – francuski duchowny rzymskokatolicki, ojciec biały, misjonarz, wikariusz apostolski Niasy.

## Biografia
21 grudnia 1878 otrzymał święcenia prezbiteriatu. W 1879 złożył śluby w Zgromadzeniu Misjonarzy Afryki.
16 lutego 1897 papież Leon XIII mianował go wikariuszem apostolskim Niasy oraz biskupem tytularnym thibaryjskim. 15 sierpnia 1897 w Kayambi przyjął sakrę biskupią z rąk wikariusza apostolskiego Tanganiki Adolpha Le Chaptoisa MAfr.
28 lutego 1911 zrezygnował z katedry.